# Позитивна логіка
Позити́вна ло́гіка — частина числення висловлювань, у певному розумінні незалежна від наявності заперечення. Позитивну логіку побудували Давид Гільберт і П. Бернайс (в 1934), відкинувши від аксіоматики Гільберта єдину аксіому, що містить заперечення.
Позитивну логіку можна побудувати, використовуючи лише одну логічну зв'язку — імплікацію (позитивне імплікативне пропозиційне числення).

## Переваги
Перевага позитивної логіки в тому, що в ній у зручному вигляді представлено зв'язок між класичним та інтуїціоністським численням висловлювань. В. І. Гливенко (1929) зробив висновок, що, додаючи до позитивної логіки певні аксіоми з символом заперечення, можна одержати інтуїціоністське пропозиційне числення, а додаючи до останнього виключеного третього закон — повне (класичне) пропозиційне числення.